# Arbejdsleder
Arbejdsleder er før i tiden blevet brugt som betegnelse på en virksomhed  for "en person, som leder og fordeler arbejdet blandt underordnede arbejdstagere, og vedkommende er den nærmeste overordnede for de underordnede arbejdstagere." (Ifølge leksikon.org)
Blandt nogle af nutidens unge har ordet dog fået en anden betydning. En arbejdsløs person som LEDER efter arbejde. En arbejdsleder.
Dette skaber mulighed for at tyde ordet i to helt forskellige retninger, men som det er set før med det danske sprog, udvikles ordene og får andre betydninger.[kilde mangler]